# Excelsior (contea di Sauk)
Excelsior è un centro abitato (town) degli Stati Uniti d'America situato nella contea di Sauk nello Stato del Wisconsin. La popolazione era di 1.410 persone al censimento del 2000.

## Geografia fisica
Secondo lo United States Census Bureau, ha un'area totale di 34,0 miglia quadrate (88,0 km²).

## Società

### Evoluzione demografica
Secondo il censimento del 2000, c'erano 1,410 persone.

### Etnie e minoranze straniere
Secondo il censimento del 2000, la composizione etnica della città era formata dal 98,09% di bianchi, lo 0,85% di nativi americani, lo 0,28% di asiatici, e lo 0,78% di due o più etnie. Ispanici o latinos di qualunque razza erano lo 0,35% della popolazione.